# غروس
غروس (به عربی: غروس) یک منطقهٔ مسکونی در الجزایر است که در استان معسکر واقع شده‌است. غروسس ۳٬۰۸۸ نفر جمعیت دارد.